# Blythe Danner
Blythe Katherine Danner (Filadelfia, 3 febbraio 1943) è un'attrice statunitense, vincitrice di 2 Primetime Emmy Awards e di un Tony Award.

## Biografia
Nata in Pennsylvania, figlia di Katharine Kile e Harry Earl Danner, ha origini tedesche (Pennsylvania Dutch), inglesi e irlandesi. 
Laureata al Bard College, inizia la sua carriera calcando i palcoscenici teatrali lavorando in diverse produzioni. Per il cinema ha lavorato nei film Il grande Santini, Futureworld - 2000 anni nel futuro, Un uomo, una donna e un bambino, nei film di Woody Allen Un'altra donna, Alice e Mariti e mogli, in seguito ha recitato in Mr. & Mrs. Bridge, Il principe delle maree, A Wong Foo, grazie di tutto! Julie Newmar e X-Files - Il film.
Conosciuta per aver recitato nella commedia Ti presento i miei e nei seguiti Mi presenti i tuoi? e Vi presento i nostri, ha anche ricoperto il ruolo di Marilyn Truman, madre del protagonista Will, nella sitcom Will & Grace. Inoltre ha vinto 2 Primetime Emmy Awards per l'interpretazione di Isabelle "Izzy" Huffstodt nella serie Huff. Nel 1972 ha recitato in Concerto con delitto, primo episodio della seconda stagione della serie televisiva Colombo.

## Vita privata
Nel 1969 sposa il regista Bruce Paltrow, morto di cancro nel 2002, dal quale ha avuto due figli: l'attrice Gwyneth (1972) e il regista Jake (1975). La figlia l'ha resa nonna di due nipoti. Ha recitato al fianco della figlia nel film per la televisione Cruel Doubt nel 1992 e di nuovo nel 2003 in Sylvia.
È inoltre zia dell'attrice Katherine Moennig.

## Filmografia parziale

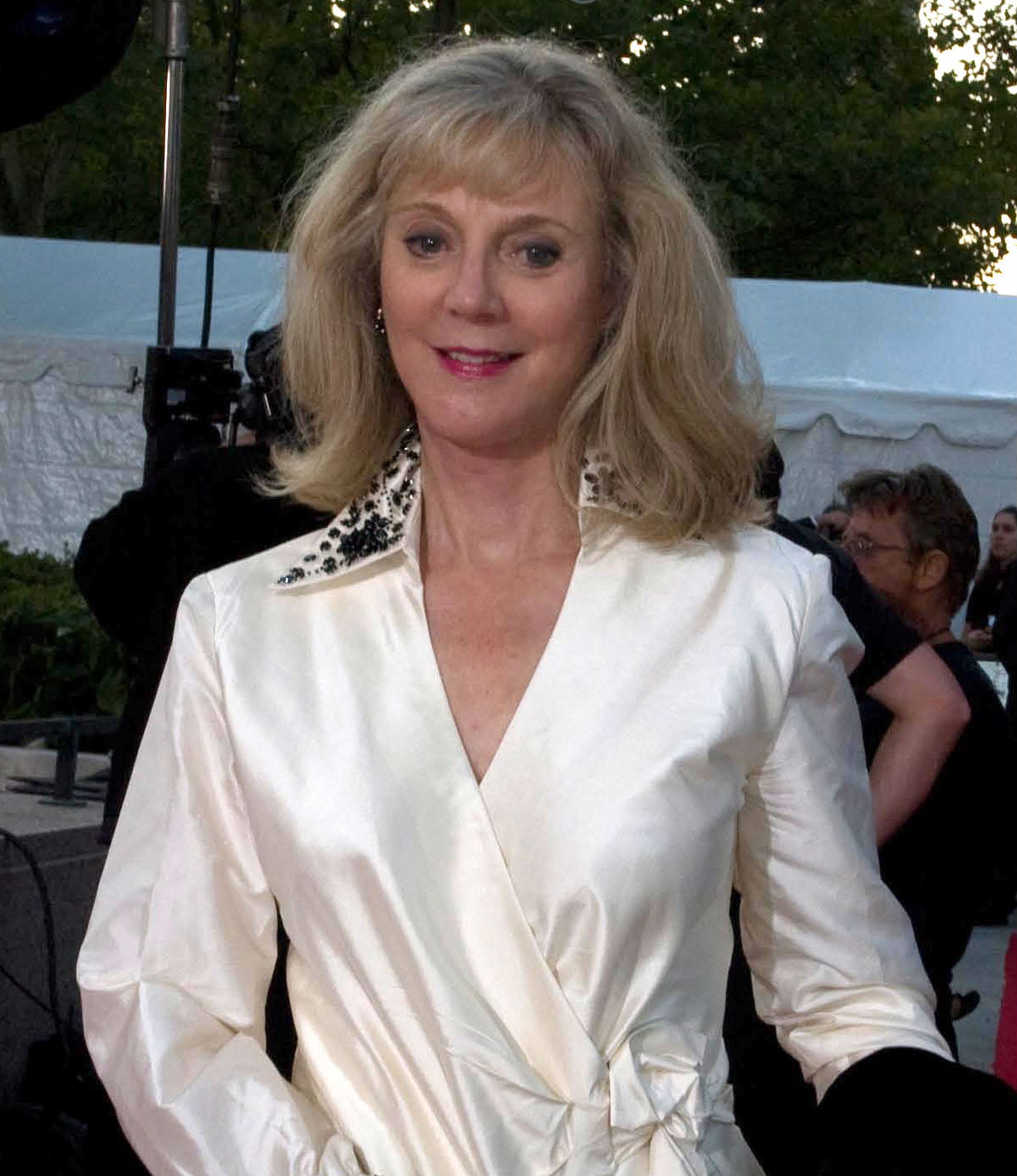
Blythe Danner alla Metropolitan Opera House nel 2008

### Cinema
- Clown. Assassino (To Kill a Clown), regia di George Bloomfield (1972)
- 1776, regia di Peter H. Hunt (1972)
- Lovin' Molly, regia di Sidney Lumet (1974)
- Pazzo pazzo West! (Hearts of the West), regia di Howard Zieff (1975)
- Futureworld - 2000 anni nel futuro (Futureworld), regia di Richard T. Heffron (1976)
- Il grande Santini (The Great Santini), regia di Lewis John Carlino (1979)
- Un uomo, una donna e un bambino (Man, Woman and Child), regia di Dick Richards (1983)
- Un'altra donna (Another Woman), regia di Woody Allen (1988)
- Mr. & Mrs. Bridge, regia di James Ivory (1990)
- Alice, regia di Woody Allen (1990)
- Il principe delle maree (The Prince of Tides), regia di Barbra Streisand (1991)
- Mariti e mogli (Husbands and Wives), regia di Woody Allen (1992)
- A Wong Foo, grazie di tutto! Julie Newmar (To Wong Foo, Thanks for Everything! Julie Newmar), regia di Beeban Kidron (1995)
- L'ultima occasione (Homage), regia di Ross Kagan Marks (1995)
- No Looking Back, regia di Edward Burns (1998)
- X-Files - Il film (The X Files), regia di Rob Bowman (1998)
- Piovuta dal cielo (Forces of Nature), regia di Bronwen Hughes (1999)
- La lettera d'amore (The Love Letter), regia di Peter Ho-sun Chan (1999)
- Ti presento i miei (Meet the Parents), regia di Jay Roach (2000)
- Verità apparente (The Invisible Circus), regia di Adam Brooks (2001)
- Thomas Eakins: Scenes from Modern Life, regia di Glenn Holsten (2002) - Documentario - Voce
- Sylvia, regia di Christine Jeffs (2003)
- Mi presenti i tuoi? (Meet the Fockers), regia di Jay Roach (2004)
- The Last Kiss, regia di Tony Goldwyn (2006)
- 4 amiche e un paio di jeans 2 (The Sisterhood of the Traveling Pants 2), regia di Sanaa Hamri (2008)
- I guardiani del faro (The Lightkeepers), regia di Daniel Adams (2009)
- Waiting for Forever (Waiting for forever), regia di James Keach (2010)
- Vi presento i nostri (Little Fockers), regia di Paul Weitz (2010)
- Paul, regia di Greg Mottola (2011)
- Detachment - Il distacco (Detachment), regia di Tony Kaye (2011)
- (S)Ex List (What's Your Number?), regia di Mark Mylod (2011)
- Come la prima volta (Hello I Must Be Going), regia di Todd Louiso (2012)
- Ho cercato il tuo nome (The Lucky One), regia di Scott Hicks (2012)
- Il mistero del gatto trafitto (Murder of a Cat), regia di Gillian Greene (2014)
- Nei miei sogni (I'll See You in My Dreams), regia di Brett Haley (2015)
- Tumbledown - Gli imprevisti della vita (Tumbledown), regia di Sean Mewshaw (2015)
- What They Had, regia di Elisabeth Chomko (2018)
- The Tomorrow Man, regia di Noble Jones (2019)
- Strange But True, regia di Rowan Athale (2019)
- La felicità per principianti (Happiness for Beginners), regia di Vicky Wight (2023)

### Televisione
- N.Y.P.D. – serie TV, episodio 2x03 (1968)
- Colombo (Columbo) – serie TV, episodio 2x01 (1972)
- La costola di Adamo (Adam's Rib) – serie TV, 13 episodi (1973)
- You Can't Take It with You, regia di Paul Bogart – film TV (1979)
- Will & Grace – serie TV, 15 episodi (2001-2020)
- Due uomini e mezzo (Two and a Half Men) – serie TV, 1 episodio (2003)
- Huff – serie TV, 25 episodi (2004-2006)
- Patrick Melrose – miniserie TV, 2 puntate (2018)
- American Gods – serie TV, 2 episodi (2021)

## Teatro (parziale)
- Cyrano de Bergerac di Edmond Rostand, regia di Carl Weber. Vivian Beaumont Theatre di Broadway (1968)
- L'avaro di Molière, regia di Carl Weber. Vivian Beaumont Theatre di Broadway (1969)
- Il maggiore Barbara di George Bernard Shaw, regia di Ed Parone. Mark Taper Forum di Los Angeles (1971)
- La dodicesima notte di William Shakespeare, regia di Ellis Rabb.  Vivian Beaumont Theatre di Broadway (1972)
- Di chi è la mia vita? di Brian Clark, regia di John Badham. Adams Memorial Theatre di Williamstown (1980)
- Il giardino dei ciliegi di Anton Čechov, regia di Nikos Psacharopoulos. Adams Memorial Theatre di Williamstown (1980)
- Tradimenti di Harold Pinter, regia di Peter Hall. Nederlander Theatre di Broadway (1980)
- Spirito allegro di Noël Coward, regia di Brian Murray. Neil Simon Theatre di Broadway (1987)
- Molto rumore per nulla di William Shakespeare, regia di Gerald Freedman. Delacorte Theater dell'Off-Broadway (1988)
- Un tram che si chiama Desiderio di Tennessee Williams, regia di Nikos Psacharopoulos. Circle in the Square Theatre di Broadway (1988)
- Il profondo mare azzurro di Terence Rattigan, regia di Mark Lamos. Criterion Center Stage Right di Broadway (1988)
- Picnic di William Inge, regia di Kevin Dowling. Williamstown Theatre Festival di Williamstown (1991)
- Il gabbiano di Anton Čechov, regia di Michael Greif. Williamstown Theatre Festival (1994)
- Follies, libretto di James Goldman, colonna sonora di Stephen Sondheim, regia di Matthew Warchus. Belasco Theatre di Broadway (2001)
- Carousel, libretto di Oscar Hammerstein II, colonna sonora di Richard Rodgers, regia di Walter Bobbie. Carnegie Hall di New York (2002)
- Improvvisamente l'estate scorsa di Tennessee Williams, regia di Mark Brokaw. Harold and Miriam Steinberg Center for Theatre dell'Off-Broadway (2006)

## Discografia
Album
- 1974 - Alexander and the Terrible, Horrible, No Good, Very Bad Day and Other Stories and Poems (con Judith Viorst e Don Heckman)
- 1983 - Hug Me And Other Stories (con Patti Stren e Linda Danly)

## Riconoscimenti (parziale)
Golden Globe
- 2005 - Candidatura come Migliore attrice in una serie commedia o musicale per Back When We Were Grownups (2004)

Blockbuster Entertainment Awards
- 2001 - Candidatura come Miglior attrice non protagonista in un film commedia per Ti presento i miei (2000)

Primetime Emmy Awards
- 2002 - Candidatura come Miglior attrice non protagonista in una miniserie o film per We Were the Mulvaneys (2002)
- 2005 - Miglior attrice non protagonista in una miniserie o film per Huff (2004)
- 2005 - Candidatura come Miglior attrice non protagonista in una miniserie o film per Back When We Were Grownups (2004)
- 2005 - Candidatura come Miglior attrice non protagonista in una serie commedia per Will & Grace (1998)
- 2006 - Miglior attore protagonista in una serie drammatica per Huff (2004)
- 2006 - Candidatura come Miglior attrice non protagonista in una serie commedia per Will & Grace (1998)

Tony Award
- 1970 - Miglior attrice non protagonista in un'opera teatrale per Butterflies Are Free
- 1980 - Candidatura come Miglior attrice protagonista in un'opera teatrale per Tradimenti
- 1988 - Candidatura come Miglior attrice protagonista in un'opera teatrale per Un tram che si chiama Desiderio
- 2001 - Candidatura come Miglior attrice protagonista in un musical per Follies

## Doppiatrici italiane
Nelle versioni in italiano delle opere in cui ha recitato, Blythe Danner è stata doppiata da:
- Melina Martello in Colombo, Ti presento i miei, Mi presenti i tuoi?, Vi presento i nostri, Paul, Sex List, Ho cercato il tuo nome, Nei miei sogni, Tumbledown - Gli imprevisti della vita, Madoff, What They Had, The Tomorrow Man, Strange But True, American Gods
- Lorenza Biella in Huff, Will & Grace, The Slap
- Aurora Cancian in Mr. & Mrs. Bridge, La felicità per principianti
- Angiola Baggi in Alice, Sylvia
- Paila Pavese in Piovuta dal cielo, La lettera d'amore
- Rita Savagnone ne L'ultima occasione, The Last Kiss
- Elettra Bisetti in Un'altra donna
- Stefania Giacarelli in Verità apparente
- Maria Pia Di Meo in Futureworld - 2000 anni nel futuro
- Isabella Pasanisi ne Il principe delle maree
- Anna Cesareni in A Wong Foo, grazie di tutto! Julie Newmar
- Micaela Esdra in Mad City - Assalto alla notizia
- Fabrizia Castagnoli in Saint Maybe
- Angiolina Quinterno in Mariti e mogli
- Graziella Polesinanti ne La proposta
- Chiara Colizzi in Lovin' Molly[1]
- Noemi Gifuni in X-Files - Il film
- Antonella Giannini ne I guardiani del faro
- Alessandra Korompay in 4 amiche e un paio di jeans 2
- Marina Thovez in Detachment - Il distacco
- Monica Pariante in Come la prima volta
- Stefanella Marrama ne Il mistero del gatto trafitto
- Emanuela Baroni in Patrick Melrose

Nei prodotti in cui partecipa come doppiatrice, in italiano è stata sostituita da:
- Stefanella Marrama in Ridley Jones: La paladina del museo